# Barra de navegació

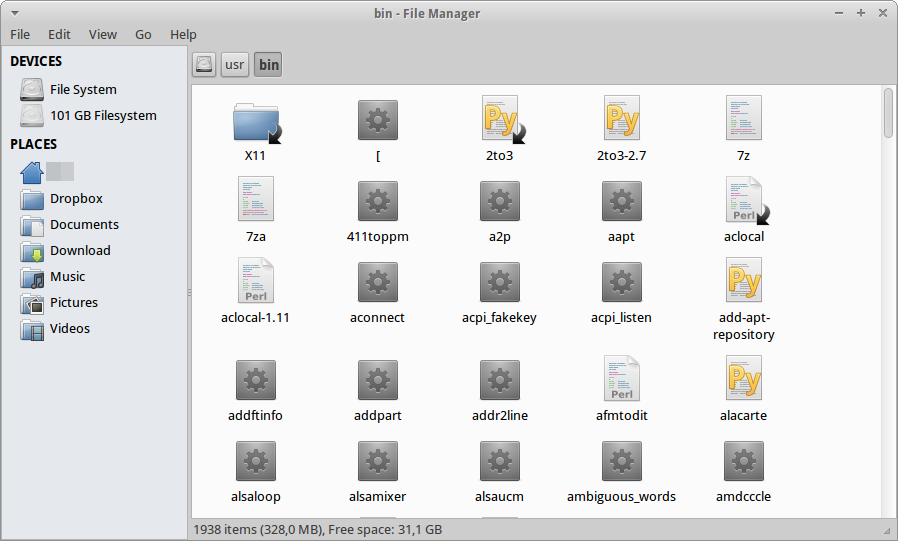
Barra de navegació de Thunar

Una barra de navegació (o sistema de navegació) és una secció d'una interfície gràfica d'usuari destinada a ajudar els visitants a accedir a la informació. Les barres de navegació s'implementen en exploradors o gestors de fitxers, navegadors web i com a element de disseny d’alguns llocs web.

## Exploradors de fitxers
Els exploradors de fitxers utilitzen una barra de navegació per ajudar l’usuari a moure's pel sistema de fitxers. Les barres de navegació poden incloure la ruta actual (path), la ruta de navegació (o molles de pa) o una llista de preferits.

## Navegadors web
Una barra de navegació del navegador web inclou els botons enrere i endavant, així com la ubicació on s'introdueixen les URL. Antigament la funcionalitat de la barra de navegació es dividia entre la barra d'eines del navegador i la barra d'adreces preferides, però Google Chrome va introduir la pràctica de combinar les dues. Algunes primeres versions de Netscape utilitzaven la barra d'URL per poder introduir-hi paraules clau per cercar i navegar. Avui dia se segueix utilitzant amb el mateix propòsit doble.

## Disseny web
Normalment, els llocs web tenen una barra de navegació principal i una barra de navegació secundària a totes les pàgines. Aquestes seccions de la pàgina web inclouran enllaços a les seccions més importants del lloc. La implementació i el disseny de barres de navegació són un aspecte crucial del disseny web i de la usabilitat del web.